# Bishōjo senshi Sailor Moon (serial telewizyjny)
Bishōjo senshi Sailor Moon (jap. 美少女戦士セーラームーン Bishōjo Senshi Sērā Mūn; często skracana do PGSM) – japoński serial telewizyjny z gatunku tokusatsu zrealizowany na podstawie mangi Czarodziejka z Księżyca autorstwa Naoko Takeuchi.

## Obsada
- Miyū Sawai jako Usagi Tsukino/Sailor Moon/Księżniczka Serenity/Księżniczka Sailor Moon
- Chisaki Hama jako Ami Mizuno/Sailor Mercury/Dark Mercury
- Keiko Kitagawa jako Rei Hino/Sailor Mars
- Mew Azama jako Makoto Kino/Sailor Jupiter
- Ayaka Komatsu jako Minako Aino/Sailor V/Sailor Venus
- Rina Koike jako Sailor Luna
- Keiko Han jako Luna (głos, kocia forma)
- Kappei Yamaguchi jako Artemis (głos)
- Jōji Shibue jako Mamoru Chiba/Tuxedo Kamen/Książę Endymion
- Aya Sugimoto jako Królowa Beryl
- Jun Masuo jako Jadeite
- Hiroyuki Matsumoto jako Nephrite
- Yoshito Endō jako Zoisite
- Akira Kubodera jako Kunzite
- Alisa Durbrow jako Mio Kuroki
- Chieko Kawabe jako Naru Osaka
- Masaya Kikawada jako Motoki Furuhata
- Kaori Moriwaka jako Ikuko Tsukino
- Naoki Takeshi jako Shingo Tsukino
- Moeko Matsushita jako Hina Kusaka
- Narushi Ikeda jako Sugao Saitō, manager Minako

## Produkcja
Główna seria składa się z 49 odcinków, które miały swoją premierę od 4 października 2003 do 25 września 2004 roku.
Oprócz tego wyprodukowano także odcinki specjalne związane z serialem, zatytułowane kolejno Act.ZERO oraz Special Act. Act.ZERO składa się z kilku segmentów, zatytułowanych kolejno Takishīdo Kamen tanjō no himitsu (jap. タキシード仮面　誕生の秘密), Hina... Sonogo (jap. 陽菜…その後) oraz Sailor V tanjō! (jap. セーラーＶ誕生！ Sērā V tanjō!).